# Atentados a pregos em Londres em 1999
Os atentados de pregos em 1999 em Londres foram uma série de explosões de bombas em Londres, Inglaterra. Ao longo de três fins de semana sucessivos entre 17 e 30 de abril de 1999, bombas de pregos caseiras foram detonadas respectivamente em Brixton no sul de Londres; em Brick Lane, Spitalfields, no East End; e no pub The Admiral Duncan no Soho, no West End. Cada bomba continha até 1.500 4 in (100 mm) pregos, em malas deixadas em espaços públicos. As bombas mataram três pessoas, incluindo uma mulher grávida, e feriram 140 pessoas, quatro das quais perderam membros.
Em 2 de maio de 1999, o Departamento Antiterrorista da Polícia Metropolitana acusou David Copeland, de 22 anos, de assassinato. Copeland, que ficou conhecido como o "bombardeiro de pregos de Londres", era um militante neo-nazista e ex-membro de dois grupos políticos, o Partido Nacional Britânico e depois o Movimento Nacional Socialista. Os atentados foram dirigidos às comunidades negras, bengalis e LGBT de Londres. Copeland foi condenado por assassinato em 2000 e recebeu seis sentenças de prisão perpétua.

## Visão geral

### Bomba do Brixton Market
O primeiro atentado, no sábado, 17 de abril de 1999, foi na Electric Avenue, Brixton, uma área do sul de Londres com uma grande população negra. A bomba foi feita com explosivos de fogos de artifício, presa dentro de uma sacola esportiva, preparada e deixada no Brixton Market. Os comerciantes do Brixton Market ficaram desconfiados, e um deles, Gary Shilling, mudou a sacola para uma área menos lotada depois de ver o perpetrador Copeland agindo de forma suspeita. Dois outros movimentos da bomba ocorreram por comerciantes não convencidos, incluindo a bomba sendo removida da sacola, que foi quando ela acabou próxima ao supermercado da Islândia. Comerciantes preocupados chamaram a polícia, que chegou ao local no momento em que a bomba explodiu, às 5h25. PM. Quarenta e oito pessoas ficaram feridas, muitas delas gravemente por causa do ataque de 4 in (100 mm) pregos que foram embalados ao redor da bomba. A explosão foi forte, lançando pregos em todas as direções, estourando janelas e explodindo um carro estacionado do outro lado da rua.

### Bomba Brick Lane
A segunda bomba, no sábado seguinte, 24 de abril, tinha como alvo Brick Lane, no East End de Londres, que tem uma grande comunidade de Bangladesh. Há uma feira livre aos domingos, mas o agressor Copeland tentou por engano plantar a bomba no sábado, quando a rua estava menos movimentada. Não querendo mudar o cronômetro da bomba, ele a deixou em uma bolsa Reebok preta na Hanbury Street. Lá, ele foi pego por um homem que o trouxe para a delegacia de Brick Lane, que estava fechada. O homem o colocou no porta-malas de seu carro Ford Sierra, que estava estacionado em frente ao número 42 da Brick Lane, onde explodiu. Treze pessoas ficaram feridas e os edifícios e carros circundantes foram gravemente danificados. Na época, os muçulmanos se reuniam em frente à mesquita de East London para orar.

### Bomba do almirante Duncan
A terceira e última bomba foi plantada e detonada na noite de sexta-feira, 30 de abril, no pub The Admiral Duncan na Old Compton Street em Soho, o coração da comunidade gay de Londres. Na época, o bar e a rua estavam lotados porque a noite era o início de um fim de semana de feriado bancário. A sacola esportiva autônoma contendo a bomba, que estava presa dentro, foi notada pelos clientes do Almirante Duncan; no entanto, a bomba explodiu às 6:37 da tarde quando a bolsa estava sendo investigada pelo gerente do pub, Mark Taylor. Três pessoas morreram e um total de setenta e nove ficaram feridas, muitas delas gravemente. Quatro dos sobreviventes tiveram seus membros amputados.

## Vítimas
| Vítimas (mortes) |    |
| ---------------- | -- |
| Brixton          | 48 |
| Brick Lane       | 13 |
| Soho             | 79 |

No bombardeio de um pub no Soho, Andrea Dykes, 27, grávida de quatro meses de seu primeiro filho, morreu junto com seus amigos e anfitriões da noite, Nick Moore, 31, e John Light, 32, que seria o padrinho do bebê. O marido de Andrea, Julian, com quem ela se casou em agosto de 1997, ficou gravemente ferido. Os quatro amigos de Essex se encontraram no Admiral Duncan para comemorar a gravidez de Andrea.

## Investigação e prisão
Após o bombardeio de Brixton, as autoridades inicialmente enfatizaram que o envolvimento do IRA era improvável e que era mais provável que fosse obra de terroristas de direita após o inquérito Stephen Lawrence que foi divulgado na época, ou um 'imitador' de Edgar Pearce. Em 19 de abril, o Combat 18, uma organização de extrema direita, assumiu a responsabilidade por telefone. Na hora do atentado de Brick Lane, uma semana depois, que a polícia ligou ao atentado de Brixton, estava claro que uma entidade racista estava por trás dos ataques. Também acendeu o medo de tensões raciais, especialmente após o lançamento do inquérito Stephen Lawrence em fevereiro, e como Brixton foi palco de motins raciais em 1981.
Embora tenham sido descritos pela polícia como ataques de ódio racial, eles emitiram um aviso de que um bar gay poderia ser o próximo alvo do homem-bomba, e o The Yard - um pub na área do Soho - exibiu um pôster alertando os clientes para Esteja em alerta. Na quinta-feira, 29 de abril, imagens de CCTV do ataque de Brixton receberam ampla publicidade depois que uma imagem do suspeito de terrorismo foi identificada nela. Isso fez com que Copeland antecipasse seu planejado bombardeio do almirante Duncan para a noite de sexta-feira. Paul Mifsud, um colega de Copeland, o reconheceu pela filmagem e alertou a polícia cerca de uma hora e vinte minutos antes do terceiro atentado.
O atentado do almirante Duncan foi relacionado aos anteriores pela polícia, com os extremistas mais uma vez os principais suspeitos. Duas horas depois da bomba, uma pessoa alegando pertencer à suposta organização de extrema direita Lobos Brancos ligou para a BBC, alegando a responsabilidade do grupo pelo ataque. Temia-se que judeus, chineses e irlandeses seriam os próximos alvos. Como resultado, algumas sinagogas aumentaram a segurança.
Copeland foi preso naquela noite assim que a polícia obteve seu endereço, um quarto alugado em Sunnybank Road, Cove, Hampshire. Ele admitiu ter realizado os três atentados assim que abriu a porta para a polícia, dizendo a eles: "Sim, eles dependeram de mim. Eu os fiz sozinho. " Ele mostrou a eles seu quarto, onde duas bandeiras nazistas estavam penduradas em uma parede, junto com uma coleção de fotos e histórias de jornal sobre bombardeios.
Em maio de 2021, o informante 'Arthur' que identificou Copeland falou ao The Guardian sobre David Copeland e a ameaça contemporânea da extrema direita.
Em julho de 2021, o manipulador do informante 'Arthur' publicou um artigo sobre o trabalho do Community Safety Trust, que incluía David Copeland, e esse trabalho continua agora.

## David Copeland
David James Copeland nasceu em 15 de maio de 1976, em Hanworth, no bairro londrino de Hounslow, em um casal da classe trabalhadora. Seu pai era engenheiro ferroviário e sua mãe dona de casa. Copeland viveu a maior parte de sua infância com seus pais e dois irmãos em Yateley em Hampshire, estudando na Yateley School, onde obteve sete GCSEs antes de partir em 1992. O jornalista Nick Ryan escreveu que, quando adolescente, Copeland temia ser homossexual ; quando seus pais cantaram junto com o tema dos Flintstones na televisão - "vamos nos divertir à moda dos velhos tempos" - ele supostamente acreditou que eles estavam enviando uma mensagem a ele. Como um adolescente mais velho, ele começou a ouvir bandas de heavy metal e ganhou o apelido de "Mr Angry". Ryan escreveu que os funcionários de sua escola não se lembram dele durante esse período, como se ele tivesse se tornado invisível.
Após sua prisão após os atentados, Copeland disse a psiquiatras que começou a ter sonhos sadomasoquistas quando tinha cerca de 12 anos, incluindo sonhos ou fantasias de que ele havia reencarnado como oficial da SS com acesso a mulheres como escravas. Ele deixou a escola por uma série de empregos fracassados, supostamente culpando os imigrantes pelo difícil mercado de trabalho. Copeland envolveu-se em pequenos crimes, bebida e abuso de drogas. Seu pai acabou conseguindo um emprego para ele como assistente de engenharia no metrô de Londres.
O pai de Copeland o chamou de "bastante inteligente" quando criança. Seus pais se separaram quando ele tinha 19 anos, e sua mãe disse a advogados e psiquiatras após a prisão que ele era um "menino feliz" e não dava sinais do que estava por vir. De acordo com psiquiatras, Copeland também tinha um QI acima da média. Um dos médicos acreditava que seu comportamento começou a mudar por volta de 1995, quando ele tinha 19 anos, isolando-se de amigos e familiares.

### Ideologia política
Copeland ingressou no Partido Nacional Britânico (BNP), de extrema direita, em maio de 1997, aos 21 anos. Ele atuou como mordomo em uma reunião do BNP, durante a qual entrou em contato com membros seniores do partido e foi fotografado ao lado de John Tyndall, o líder do partido na época. Foi durante esse período que Copeland leu The Turner Diaries, e primeiro aprendeu a fazer bombas usando fogos de artifício com despertadores como cronômetros depois de baixar o chamado "manual do terrorista" da Internet. Copeland deixou o BNP em 1998, considerando-o insuficientemente linha-dura porque não estava disposto a se engajar em ações paramilitares e se juntou ao Movimento Nacional Socialista menor, tornando-se seu líder regional para Hampshire poucas semanas antes do início de sua campanha de bombardeio. Foi nessa época que ele visitou seu médico de família e foi prescrito antidepressivos depois de dizer ao médico que ele sentia que estava enlouquecendo.

### Motivação
Copeland afirmou que trabalhou sozinho e não discutiu seus planos com ninguém. Durante entrevistas policiais, ele admitiu ter pontos de vista neonazistas e falou sobre seu desejo de espalhar o medo e desencadear uma guerra racial . Ele disse à polícia: "Minha principal intenção era espalhar medo, ressentimento e ódio por todo este país; era para causar uma guerra racial." Ele disse: "Se você leu The Turner Diaries, sabe que no ano 2000 haverá a revolta e tudo mais, violência racial nas ruas. Meu objetivo era político. Era para causar uma guerra racial neste país. Haveria uma reação das minorias étnicas, então todos os brancos sairiam e votariam no BNP. "
Após sua prisão, Copeland escreveu ao correspondente da BBC Graeme McLagan, negando que ele tivesse esquizofrenia, e dizendo a McLagan que o "Zog" ou governo de ocupação sionista o estava enchendo de drogas para varrê-lo para debaixo do tapete. Ele escreveu: "Eu bombardeio os negros, Pakis, degenerados. Eu teria bombardeado os judeus também se eu tivesse uma chance. " Ryan escreve que a primeira ideia de Copeland foi bombardear o Carnaval de Notting Hill depois de ver as imagens do bombardeio das Olimpíadas de Atlanta em 1996. Quando questionado pela polícia por que ele tinha como alvo as minorias étnicas, ele respondeu: "Porque eu não gosto deles, eu os quero fora deste país, eu acredito na raça superior." Enquanto estava sob prisão preventiva, Copeland também escreveu ao escritor policial Bernard O'Mahoney, que se passou por uma mulher chamada Patsy Scanlon na esperança de enganar Copeland e fazê-lo confessar. De acordo com o The Independent, as cartas ajudaram a garantir uma condenação, fornecendo aos promotores evidências sobre o estado de espírito de Copeland.

### Convicção
O estado mental de Copeland foi avaliado no Broadmoor Hospital . Ele foi diagnosticado por cinco psiquiatras como portador de esquizofrenia paranóide, enquanto um deles diagnosticou um transtorno de personalidade não grave o suficiente para evitar a acusação de assassinato. Não havia dúvida de que ele estava mentalmente doente, mas a extensão disso, e se ele era incapaz de assumir a responsabilidade por suas ações, tornou-se uma questão de discórdia. No Old Bailey, a confissão de Copeland de culpado de homicídio culposo com base na diminuição da responsabilidade não foi aceita pela promotoria ou júri.
Em 30 de junho de 2000, Copeland foi condenado por três acusações de assassinato e plantação de bombas e recebeu seis sentenças de prisão perpétua. O juiz duvidou que algum dia fosse seguro libertar Copeland.
Em 2 de março de 2007, o Tribunal Superior decidiu que Copeland deveria permanecer na prisão por pelo menos cinquenta anos, descartando sua libertação até 2049, no mínimo, quando ele teria 73 anos. Copeland apelou; em 28 de junho de 2011, o Tribunal de Recurso manteve a decisão.

### Mais convicção
Em junho de 2014, Copeland atacou um colega preso em HM Prison Belmarsh com uma faca, uma arma improvisada feita de lâminas de barbear presas a um cabo de escova de dentes. Em outubro de 2015, ele se confessou culpado de ferir intencionalmente e foi condenado a mais três anos de prisão, dos quais cumprirá dezoito meses.